# Лутер фон Брауншвайг
Лутер фон Брауншвайг (на немски: Luther von Braunschweig) е осемнадесетият Велик магистър на рицарите от Тевтонския орден.
От рода на Велфите и най-млад от трима братя, Лутер (или Лотар) е насочен отрано към военното монашество и е приет в германския орден през 1300 г. През 1308 вече е комтур на Голуб, през 1309 - на Кристбург, а през 1314 - кастелан на седалището на ордена в Мариенбург.
Три месеца след убийството на предшественика му Вернер фон Орзелн Лутер е избран за предводител на ордена - на 17 февруари 1331. Новият велик магистър продължава войната срещу Полша и завладява Куявия, където са създадени нови командории на ордена. Лутер оставя литературно и архитектурно наследство - пише теологични трудове и преустроява замъка Мариенбург.